# 欧德里约
欧德里约（法語：Audrieu，法語發音：[odʁijø] ⓘ）是法国卡尔瓦多斯省的一个市镇，属于卡昂区。

## 地理
欧德里约（49°12'33"N, 0°35'36"W）面积11.31 平方千米，位于法国诺曼底大区卡爾瓦多斯省，该省份为法国西北部沿海省份，北濒大西洋英吉利海峡，东北与滨海塞纳省以海上边界相接，东临厄尔省，南至奧恩省，西与芒什省接壤。
与欧德里约接壤的市镇（或旧市镇、城区）包括：比塞勒、舒安、瑟勒河畔孔代、克里斯托、迪西圣玛格丽特、丰特奈勒佩内勒、卢塞勒、瑟勒河畔蒂伊、蒂和米。

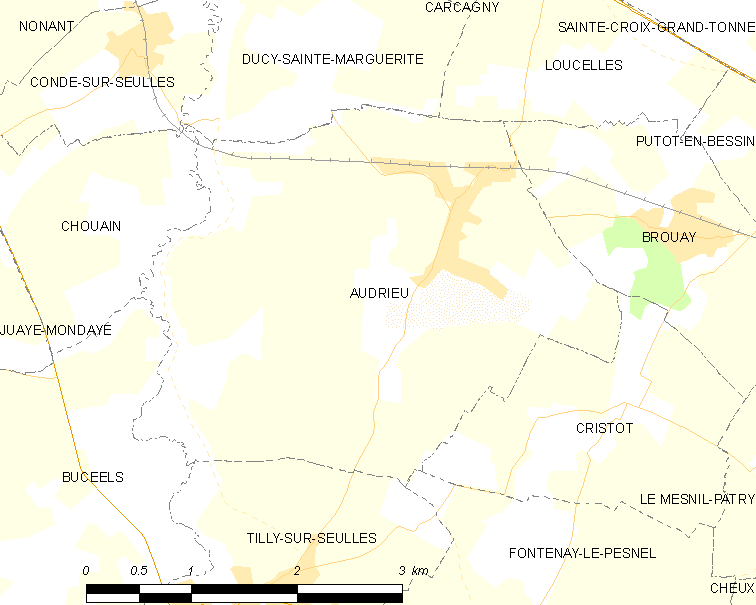
欧德里约的OSM定位图

欧德里约的时区为UTC+01:00、UTC+02:00（夏令时）。

## 行政
欧德里约的邮政编码为14250，INSEE市镇编码为14026。

## 政治
欧德里约所属的省级选区为蒂和米县。

## 人口

1962-2008年间欧德里约人口变化图示

欧德里约于2022年1月1日时的人口数量为1156人。